# Pelion (Carolina do Sul)
Pelion é uma cidade  localizada no estado norte-americano de Carolina do Sul, no Condado de Lexington.

## Demografia
Segundo o censo norte-americano de 2000, a sua população era de 553 habitantes.
Em 2006, foi estimada uma população de 594, um aumento de 41 (7.4%).

## Geografia
De acordo com o United States Census Bureau tem uma área de
9,2 km², dos quais 9,0 km² cobertos por terra e 0,2 km² cobertos por água.

## Localidades na vizinhança
O diagrama seguinte representa as localidades num raio de 20 km ao redor de Pelion.